# Therme Euskirchen
Koordinaten: 50° 39′ 59″ N, 6° 48′ 8″ O
Die Therme Euskirchen ist ein Wellnessbad mit Saunalandschaft in Euskirchen im Rheinland, am nördlichen Rand der Eifel.

## Geschichte
Die Therme gehört zur Thermengruppe Josef Wund und wurde vom Unternehmer, Architekten und „Bäderkönig“ Josef Wund gebaut. Im April 2013 hatten die Arbeiten mit den ersten Erdbewegungen auf dem Areal an der Stresemannstraße der Kreisstadt Euskirchen begonnen. Die Grundsteinlegung war am 1. Dezember 2013. Im September 2014 war das integrierte Sportbad fertig, das auch von Schulen und Vereinen genutzt wird. Offiziell eröffnet wurde die Therme mit einer Gesamtfläche von 18.000 m², dessen Gesamtinvestition sich auf rund 70 Mio. Euro belief, von Josef Wund am 18. Dezember 2015.
Rund neun Monate nach der Eröffnung war mit dem Bau von sechs neuen Saunen  die erste große Erweiterung abgeschlossen. Am 30. September 2016 erweiterten die Themensaunen den Bereich der Vitaltherme & Sauna.
Im Sommer 2019 wurde der Außenbereich mit dem Paradise Beach komplett neu gestaltet: mit rund 370 Tonnen Sand auf einer Fläche von 750 m², 40 spanischen Palmen und der Beachbar.

## Ausstattung

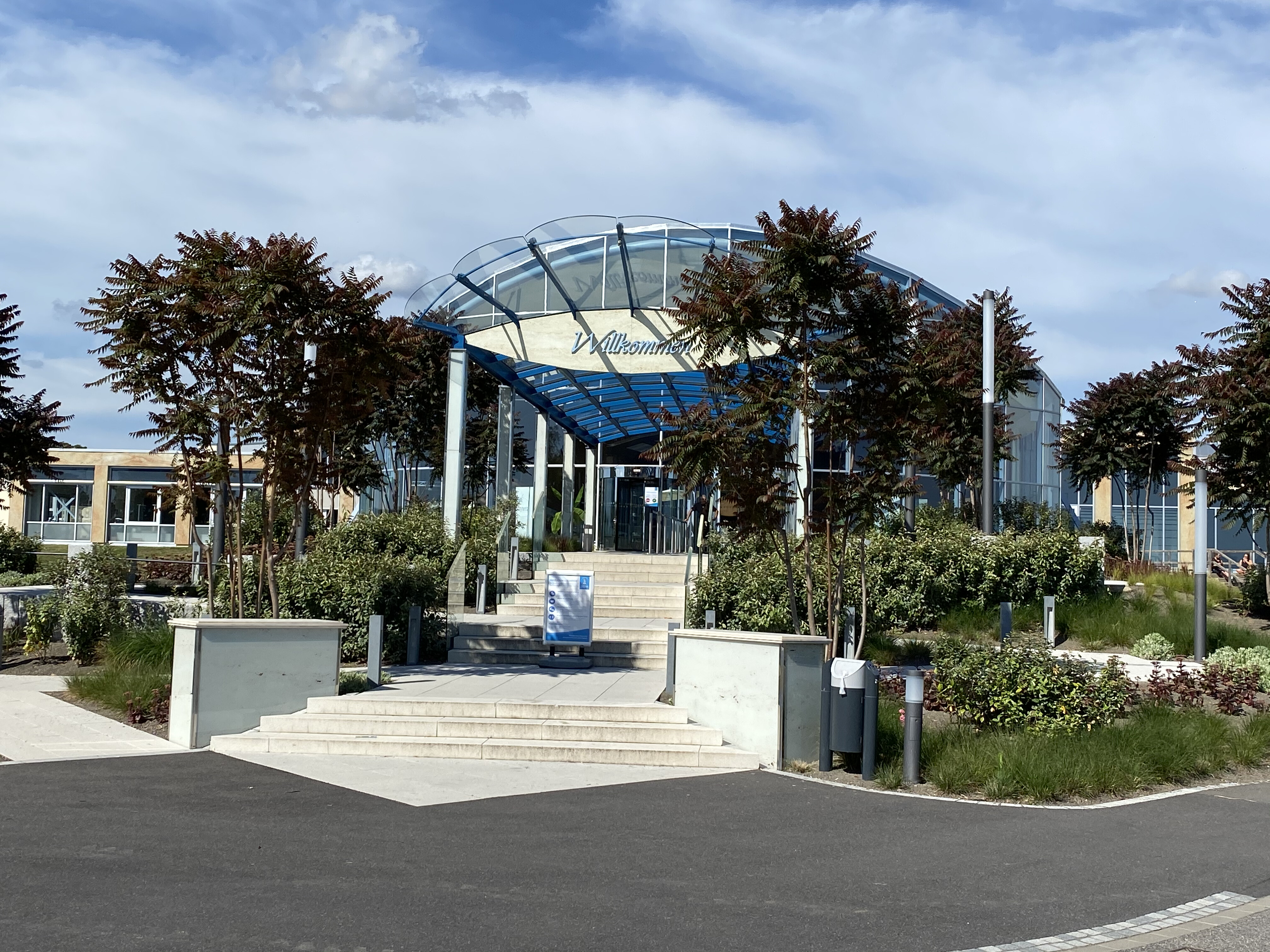
Außenansicht (2020)

Die Therme Euskirchen besteht aus drei Bereichen:

### Palmenparadies
Der textile Wellnessbad-Bereich hat eine Gesamtfläche von rund 3000 m². Hier befindet sich die Mehrzahl der insgesamt rund 500 echten Südseepalmen. Die Beckenränder sind umsäumt von Massagedüsen und Sprudelliegen. Die große Lagune mit einer Wassertemperatur von 33 °C ermöglicht auch das Schwimmen in den Außenpool. Sowohl innen als auch außen befindet sich eine Cocktailbar im Wasser. Die gastronomische Versorgung im Palmenparadies übernehmen ein Restaurant- und Cafebetrieb. Es gibt Whirlpools im Innen- und Außenbereich, das Dampfbad Eifel-Nebel, ein Solarium und Infrarot-Liegen bzw. -Kabinen. Das Panoramadach mit einer Gesamthöhe von 18 m lässt sich an warmen Tagen über die bewegliche Dachfläche von 1750 m² öffnen.
Im Palmenparadies finden sich auch drei Gesundheitsbecken, die „Quellen der Gesundheit“: Selen-Becken, Totes-Meer-Becken und Calcium-Lithium-Becken. Vom Palmenparadies gelangt man in den Außenbereich des „Paradise Beaches“ mit Sandfläche und Beachbar rund um den Natursee mit einer Fläche von 6500 m².

### Vitaltherme & Sauna
Dieser Bereich der Therme ist textilfrei. Die Saunalandschaft besteht aus zehn Themensaunen. Zudem gibt es in der Vitaltherme & Sauna ein Dampfbad „Auennebel“, die „Blaue Lagune“ mit 33 °C Wassertemperatur mit Massage-Sprudelliegen und eine Cocktailbar im Wasser. Die Callablüten-Dusche, das Kristallwasserbecken (ein Freiluftbecken), das Mineralbecken „Totes Meer“, Tauchbecken, Fußbecken, Relaxbecken und ein kaltes Armbad erfrischen nach dem Saunagang. In der Vitaltherme & Sauna gibt es einen eigenen Gastronomiebetrieb. Im September 2020 wurde der Bereich um die „Massage Oase“ erweitert, ein Spa-Bereich mit Massage- und Wellnessanwendungen.

### Sportbad
Das Sportschwimmbecken umfasst fünf Bahnen à 25 Meter, ein 1- und 3-Meter-Sprungbrett sowie fünf Sprungböcke für den Schwimmsport und das Training. Es gibt zudem ein Lehrschwimmbecken vor allem für den Schulsport.